# Шиповник блестящий
Шиповник блестящий (лат. Rosa nitida) — листопадный кустарник, вид растений рода Шиповник (Rosa) семейства Розовые (Rosaceae). Аборигенный вид на северо-востоке Северной Америки, от северного Коннектикута до Ньюфаундленда и Квебека.

## Этимология
Название вид получил из-за своих блестящих листьев (nitidus в переводе с латыни означает «сияющий».

## Описание
Многолетний кустарник. Образует невысокий, стелющийся, листопадный куст, вырастающий до метра в высоту, хотя часто и меньше.
Побеги тонкие, вертикальные поникающие на концах, очень колючие.
Литься сложные непарноперистые, состоят из 7–9 блестящих листочков, которые осенью становятся ярко-красными, жёлтыми и фиолетовыми.
Wdtnrb маленькие, розовые, появляются летом и имеют тонкий, но сладкий аромат, напоминающий ландыш. За ними следуют маленькие, круглые, красные ягоды.
Rosa nitida очень морозостойка, переносит температуру до −40 °C и будет расти в самых разных почвенных условиях, включая бедные, кислые и заболоченные почвы. В дикой природе растет на болотах и по краям водоемов.

## Применение
Используется как декоративное садовое растение. В культуре с 1807 года. Интерес представляет яркая окраска листьев осенью.
Используется для создания непроходимых изгородей, в групповых посадках, для создания опушек, древесно-кустарниковых групп, в садах пейзажного стиля.

## Статус сохранения в Соединенных Штатах
Это особый вид, который считается истребленным в Коннектикуте и находящимся под угрозой исчезновения в Нью-Йорке.